# Henry Thynne (Politiker, 1832)

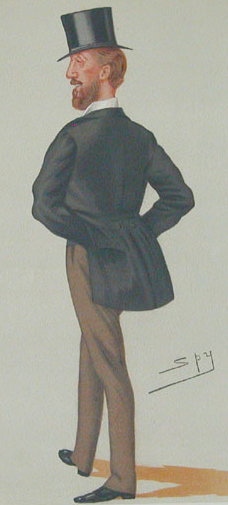
Karikatur von Leslie Ward in der Zeitschrift Vanity Fair, 1877

Lord Henry Frederick Thynne PC (* 2. August 1832; † 28. Januar 1904) war ein britischer Politiker und Höfling, der fünfmal als Abgeordneter für das House of Commons gewählt wurde.
Henry Thynne entstammte der britischen Familie Thynne. Er war der zweite Sohn von Lord Henry Thynne und von Harriet Baring. Sein Vater wurde 1837 nach dem kinderlosen Tod seines älteren Bruders und seines Vaters 3. Marquess of Bath, starb aber schon am 24. Juni 1837, so dass Henrys älterer Bruder John Erbe des Titels und der umfangreichen Ländereien der Familie Thynne wurde. Bei den Unterhauswahlen von 1859 wurde er als Abgeordneter der Conservative Party für South Wiltshire gewählt. Bei den nächsten vier Wahlen wurde er wiedergewählt, ehe er 1885 als Kandidat für West Wiltshire nicht wiedergewählt wurde und aus dem House of Commons ausschied. Unter Premierminister Benjamin Disraeli war er von 1875 bis 1880 dazu Treasurer of the Household und wurde deshalb 1876 Mitglied des Privy Council. Daneben war Deputy Lieutenant von Wiltshire sowie Major der Wiltshire Yeomanry Cavalry.
Thynne hatte am 1. Juni 1858 Lady Ulrica Frederica Jane St. Maur († 1916), die zweite Tochter von Edward St. Maur, 12. Duke of Somerset, geheiratet. Mit ihr hatte er sechs Kinder:
- Alice Ruth Hermione Thynne († 1948) ⚭ Alexander Fox-Pitt-Rivers
- Alicia Rachel Thynne († 1938)
- Henry Boteville Thynne (1860–1887)
- Thomas Ulric Thynne (1861–1911) ⚭ Dorothy Warner
- John Alexander Roger Thynne (1863–1914)
- Ulric Oliver Thynne (1871–1957)